# 旭神社 (草加市)
旭神社（あさひじんしゃ）は、埼玉県草加市の神社。

## 歴史
創建年代は不明である。ただ江戸時代初期に新田開発が行われており、当社は金右衛門新田の鎮守であったことから、その頃に創建されたものと推測される。
明治初期に、近代社格制度に基づく「村社」に列せられた。明治末年の神社合祀では、旧新田村にあった36神社が合祀された。その際に「氷川社」から「旭神社」に改称した。

## 文化財
- 旭神社算額（草加市指定文化財 昭和54年2月20日指定）[2]

## 交通アクセス
- 新田駅より徒歩9分。